# Siccia fumeola
Siccia fumeola är en fjärilsart som beskrevs av George Francis Hampson 1914. Siccia fumeola ingår i släktet Siccia och familjen björnspinnare. Inga underarter finns listade i Catalogue of Life.